# Honba za meteorem
Honba za meteorem (1908, La Chasse au météore) je vědeckofantastický román francouzského spisovatele Julesa Verna z jeho cyklu Podivuhodné cesty (Les Voyages extraordinaires). Rukopis románu pochází z roku 1901, ale k tisku knihu připravil po otcově smrti až jeho syn Michel, který k původním sedmnácti kapitolám připsal další čtyři a děj obohatil o několik pitoreskních osobností. Původní neupravený Vernův rukopis byl vydán až roku 1986. Česky byl tento text vydán roku 2003 a roku 2023 jako Bolid.

## Obsah románu
Román vypráví fantastický příběh o meteoru, objeveným dvěma přáteli, amatérskými hvězdáři Deanem Forsythem a Sydneym Hudelsonem - proto dostal název Forsyth-Hudelsonův meteor. Meteor kroužil několik týdnů kolem Země, když Pařížská hvězdárna oznámila, že podle výpočtů jejích odborníků má meteor v průměru pětapadesát metrů, váží milion osm set šedesát sedm tisíc tun a je celý ze zlata, takže jeho cena je pět tisíc sedm set osmdesát osm miliard franků. Senzační zjištění závratné ceny zlatého balvanu rozpoutá nepřátelství nejen mezi jeho objeviteli, ale naruší i vztahy mezi státy a národy. Jen jeho zničení pádem do moře vrátilo do rozjitřených vztahů smír. Podle Michelovy verze však meteor zničil vědec Zéphyrin Xirdal. Nejprve jej svým přitahovacím přístrojem, který vynalezl, přiměl k dopadu na severozápadní cíp ostrova Uperniviku nedaleko grónských břehů. Když se k ostrovu začala stahovat válečná plavidla šestnácti států, zasáhl Xirdal svým dalším vynálezem, odpuzovacím přístrojem, který vytvořil přestavěním přístroje přitahovacího, a smetl meteor do moře, kde vybuchl na tisíce úlomků a nezbylo z něho nic.

## Ilustrace
Knihu Honba za meteorem ilustroval George Roux.

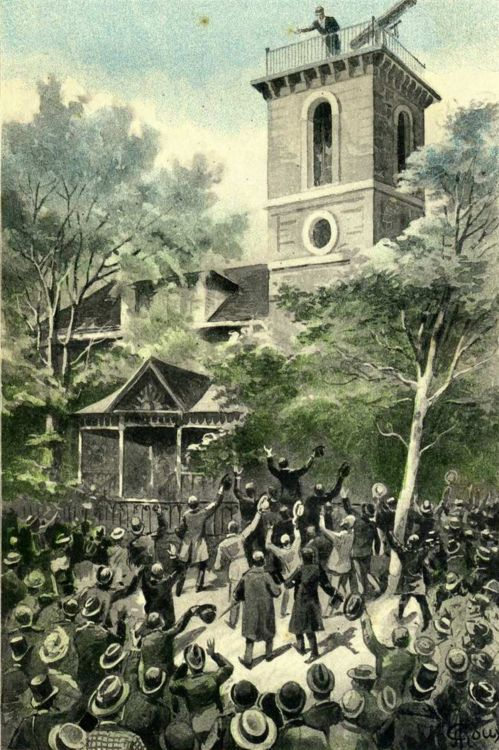
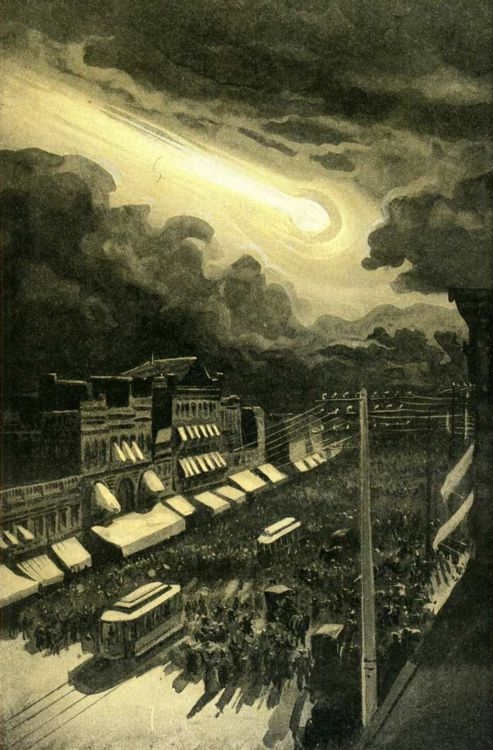
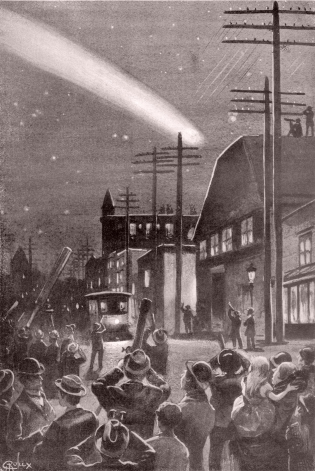
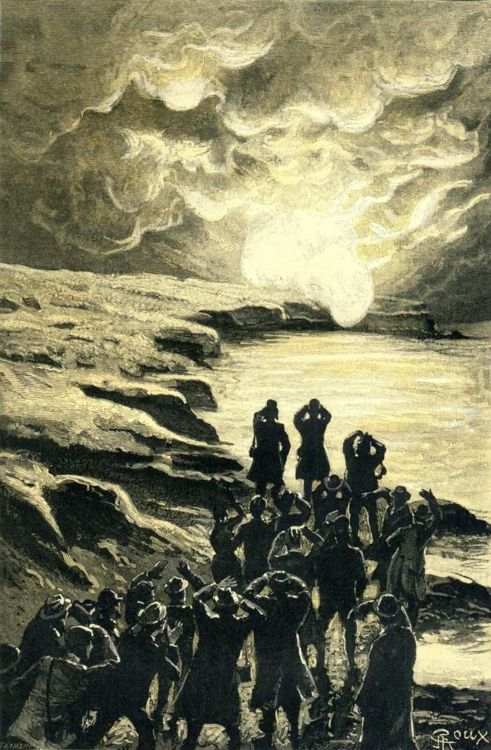

## Česká vydání
- Honba za meteorem, Josef R. Vilímek, Praha 1908, přeložil Lubomír Petr, znovu 1925.
- Honba za meteorem, Mladá fronta, Praha 1956, přeložila Marie Mrštíková,
- Honba za meteorem a Doktor Ox, SNDK, Praha 1966, přeložil Václav Netušil,
- Honba za meteorem, Návrat, Brno 1999, přeložil Lubomír Petr, znovu 2008.
- Honba za meteorem, Alpress, Frýdek-Místek 2003, přeložil Pavel Kaas, původní Vernův neupravený text.
- Honba za meteorem, Omega, Praha 2016, přeložil Lubomír Petr.
- Honba za meteorem, Nakladatelství Josef Vybíral, Žalkovice 2021, přeložila Jitka Musilová.
- Bolid, Návrat, Brno 2022, přeložil Pavel Kaas, původní Vernův neupravený text.